# Английска висша лига 2006/07
Английска висша лига 2006/07 е 15-ият сезон на Английската висша лига от основаването ѝ през 1992 г. Сезонът започва на 19 август 2006 г. и завършва на 13 май 2007 г.
Шампион от предходния сезон е Челси, но в края на сезона Манчестър Юнайтед печели титлата, след като Челси не успява да победи Арсенал на Емиратс.
Голмайстор на сезона става Дидие Дрогба с 20 гола.